# Palais Moy

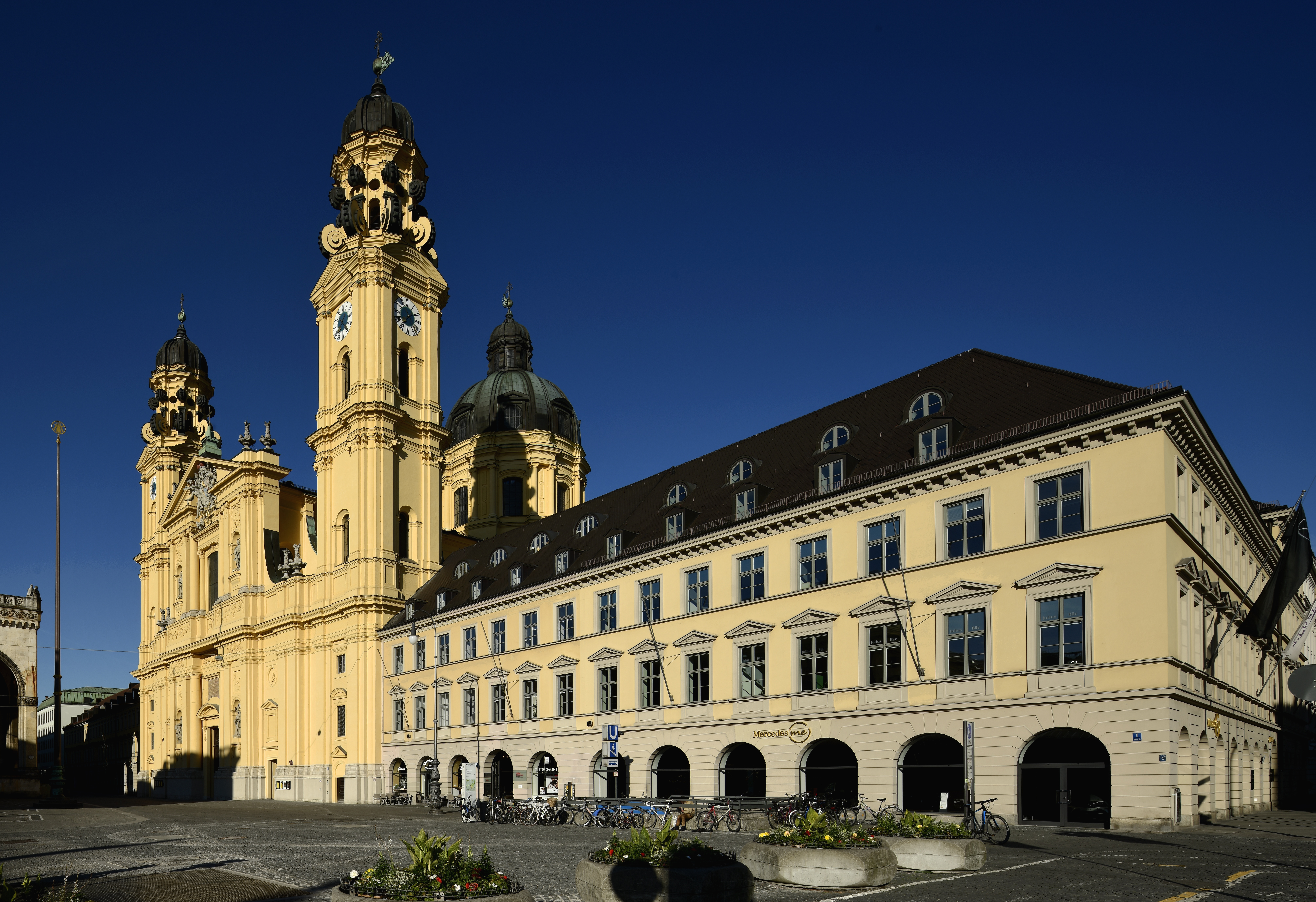
Palais Moy neben der Theatinerkirche

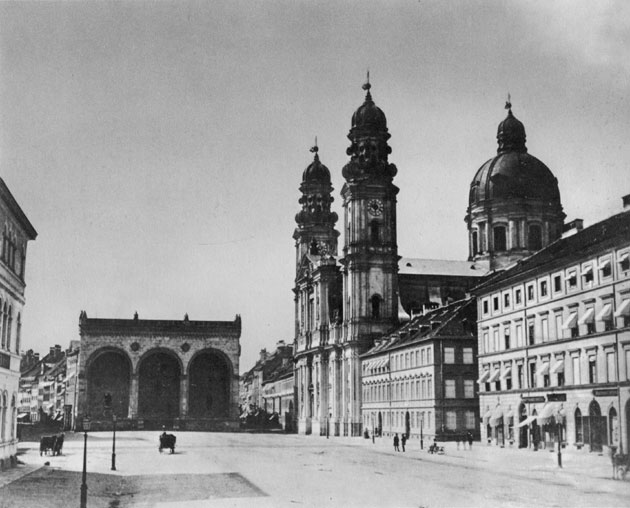
Palais Arco-Stepperg 1864

Das Palais Moy ist ein Münchner Adelspalais am Odeonsplatz, Ecke Brienner Straße, aus den 20er Jahren des 19. Jahrhunderts.

## Vorgeschichte
Nach der Erhebung Bayerns zum Königreich und der damit einhergehenden Bevölkerungszunahme der Residenzstadt München wurde ab 1812 nördlich und westlich vor dem Schwabinger Tor die städtebauliche Erweiterung durch neue Vorstädte geplant.
Leo von Klenze, der 1815 den Bauwettbewerb Kronprinz Ludwigs für die Glyptothek gewann und 1816 nach München kam, arbeitete einen Generalplan für die Anlage vor dem Schwabinger Tor aus, der 1817 von der Stadtbaukommission genehmigt wurde. Das Äußere Schwabinger Tor und die Bastionen wurden abgebrochen, die Häuser auf den Wallanlagen abgerissen und der Stadtgrabenbach überwölbt. Der heutige Odeonsplatz – damals noch Fürstenplatz genannt – wurde eingeebnet und zwei Prachtstraßen angelegt, die Ludwigstraße nach Norden in Richtung Ingolstadt und Freising und die Brienner Straße nach Westen. Klenzes Konzept sah eine einheitliche Bebauung des Platzes und der beiden Straßen mit geschlossenen Gebäudefronten vor.

## Baugeschichte
An der Stelle des seitlich neben der Theatinerkirche liegenden Anwesens des Münchner Polizeipräfekten Marcus von Stetten plante Klenze ein direkt an den nördlichen Kirchturm anschließendes breit gezogenes Gebäude, das bis zur Brienner Straße reichte. Für den Bau in unmittelbarer Nachbarschaft der Theatinerkirche erließ das Ministerium konkrete Bestimmungen, so durften an seiner Rückseite keine offenen Fenster, sondern nur „vergitterte Lichter“ angebracht werden. Außerdem musste seine Fassade symmetrisch zum südlich an die Kirche angrenzenden ehemaligen Theatinerkloster gestaltet werden und durfte in der Höhe nur bis zu den Kapitellen der „großen Lisenen“ des Kirchturms reichen, so dass die Kirche im Norden und Süden quasi von identischen Flügelbauten eingerahmt wurde. Wegen dieser Vorgabe war die Frontseite des Bauwerks niedriger als die übrigen Häuser im Umfeld des Odeonsplatzes. Der westliche Flügel an der Brienner Straße erhielt dagegen ein Mezzaningeschoss und wies somit die gleiche Höhe auf wie die Nachbarbauten. Die Bauarbeiten vollzogen sich in den Jahren 1824/25.

## Besitzgeschichte

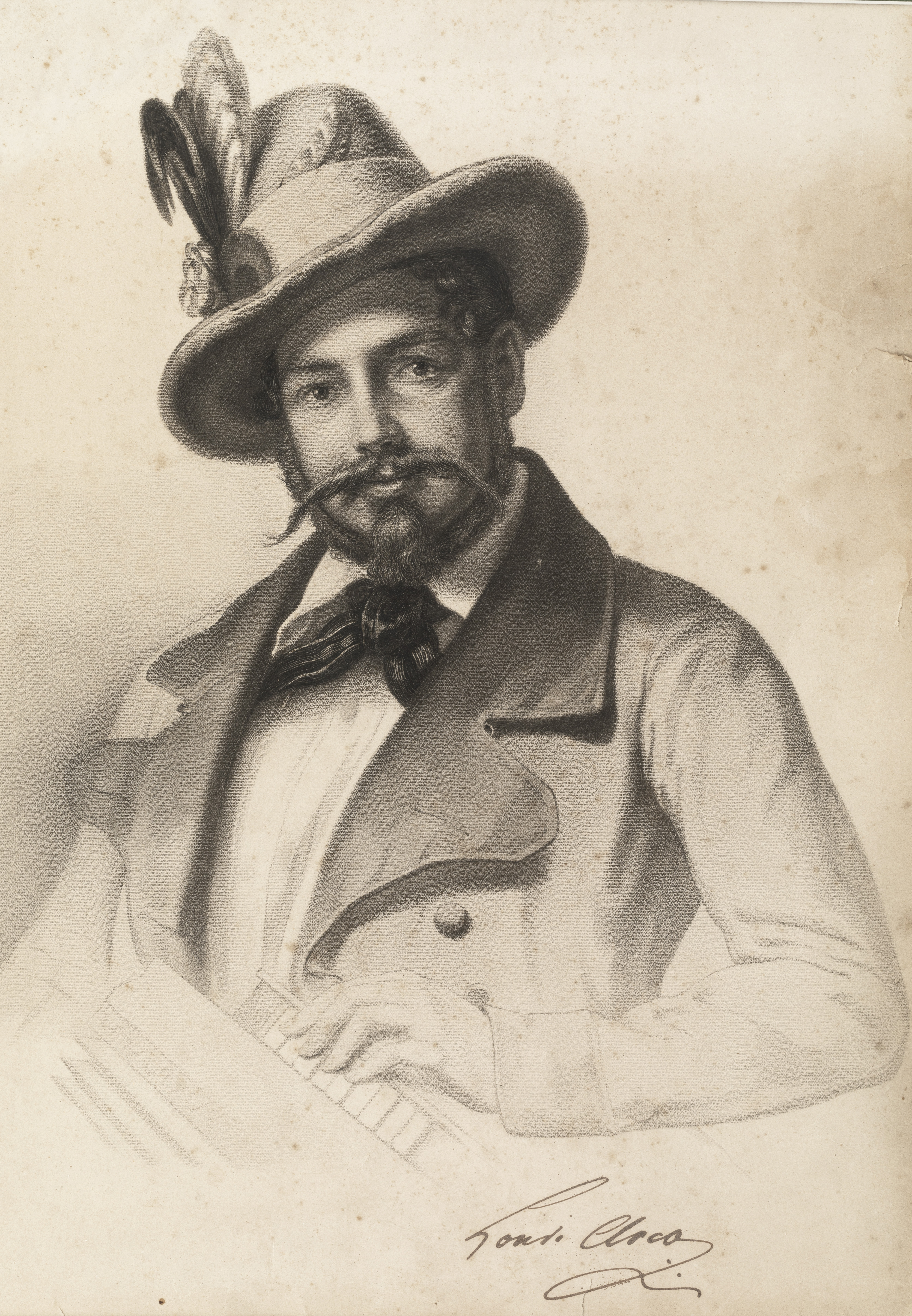
Aloys Graf von Arco-Stepperg

Der erste Eigentümer des repräsentativen Anwesens war der Juwelier Franz Xaver Trautmann. 1829 teilte man das langgestreckte Gebäude und versah jede Hälfte mit einer eigenen Hausnummer (Nr. 23 und 24). Trautmann behielt für sich das an die Kirche angrenzende siebenachsige Teilstück bis 1833. Danach erfuhr es häufige Besitzerwechsel.
Den nördlichen Gebäudeabschnitt an der Ecke zur Brienner Straße verkaufte Trautmann 1830 an den aus Cham stammenden wohlhabenden Schön- und Seidenfärber Anton Gsellhofer, der das Haus noch im gleichen Jahr an Aloys Graf von Arco-Stepperg (gen. Louis, 1808–1891) weiter veräußerte. Der junge Graf hatte gerade Irene Markgräfin von Pallavicini (1811–1877) geheiratet und benötigte ein repräsentatives Stadtpalais in München, das er mit der finanziellen Unterstützung seiner vermögenden Mutter Maria Leopoldine, verwitwete Kurfürstin von Bayern, geborene Erzherzogin von Österreich-Este, in der prominenten Lage am Odeonsplatz erwerben konnte. Die Ehe des Grafen Arco-Stepperg blieb kinderlos und wurde 1851 getrennt. Er heiratete nach dem Tod seiner Ehefrau 1877 seine langjährige Lebensgefährtin, die Münchner Schauspielerin und Tänzerin Pauline Oswald (1851–1902), und legitimierte ihre 1868 geborene gemeinsame Tochter Sophie (1868–1952). Diese heiratete 1890 den aus französischem Adel stammenden königlich bayerischen Reichsrat Ernst Graf von Moy de Sons (1860–1922). Auch ihre Ehe blieb kinderlos. Ihr umfangreiches väterliches Erbe ging nach ihrem Tod 1952 auf die Grafen von Moy de Sons über, in deren Besitz sich das Palais noch heute befindet.

## Kriegs- und Nachkriegsgeschichte
Die einst prunkvolle, aus unterschiedlichen Stilrichtungen aufwändig gestaltete Innenausstattung des Arco/Moy-Palais wurde durch die Bombenangriffe des Zweiten Weltkriegs am 17. Dezember 1944 völlig zerstört. Doch war sie im Jahr 1932 noch fotografisch dokumentiert worden.
Beim Wiederaufbau des Gebäudes zwischen 1950 und 1952 durch den Münchner Architekten Georg Hellmuth Winkler wurden beide Haushälften wieder vereint. Heute firmiert das Anwesen unter der Adresse Brienner Straße 1. Bei der Fassadengestaltung orientierte man sich weitgehend an dem klassizistischen Vorbild Klenzes. Nur im Erdgeschoss wurden große Rundbogenfenster eingesetzt, die als Schaufenster der dort angesiedelten neuen Geschäfte besser geeignet waren als die ehemals kleinen Rechteckfenster. Die ehemalige Zweiteilung des Palais‘ ist noch an einer Naht im Dach zu erkennen.